# Багінський Руслан Володимирович
Багі́нський Русла́н Володи́мирович (нар. 5 вересня 1989, Львів) — український дизайнер головних уборів та аксесуарів. Засновник бренду Ruslan Baginskiy.

## Біографія
У 20 років почав працювати стилістом у Львові. Перші головні убори почав виготовляти для зйомок у 2011-му році. Захопившись цим ремеслом та бажаючи почати власну справу, почав самостійно вивчати принципи створення капелюхів та аксесуарів, а також стажувався у Львівському ательє, де навчився працювати з фетром та дізнався про традиційні техніки створення головних уборів. У 2015 році створив власний бренд Ruslan Baginskiy (RB). За основу силуетів брав класичні форми українських головних уборів ХХ століття та модернізував їх.
У 2016 переїхав зі Львова до Києва, де відкрив власний шоурум. Цього ж року на Багінського звернули увагу такі видання як Harper's Bazaar UA, Elle UA, L'Officiel Homme UA та Harper's Bazaar, де вийшли інтерв'ю з дизайнером та зйомки з його аксесуарами.

## Історія бренду
У 2016 бренд представив одну зі своїх найбільш знакових моделей, якій дали назву «Baker Boy Cap». Прихильницями бренду стали всесвітньо-відомі модель Белла та Джіджі Гадід, Кайя Гербер, Роузі Гантингтон-Вайтлі, співачки Тейлор Свіфт та Аліша Кіз, блогерка К'яра Феррань'ї та редакторка Анна Делла Руссо.
У вересні 2017 Руслан провів першу презентацію на Ukrainian Fashion Week. У листопаді 2017-го отримав першу нагороду української премії Best Fashion Awards, а в 2018—2019 отримав ще три перемоги в номінаціях «Найкращий дизайнер аксесуарів» та «Прорив року».
В липні 2018 року вийшла cover story Vogue Italia, присвячена 60-річчю Мадонни. Спеціально для зйомки Багінський створив персоналізований капелюх зі словами пісні з нового альбому співачки. З того часу Мадонна — віддана прихильниця бренду та муза дизайнера. 
Влітку 2019 в головному уборі бренду нову композицію Mother's daughter на фестивалі Tinderbox Festival представила співачка Майлі Сайрус.
На початок 2019 року кількість магазинів у світі, де продаються колекції Ruslan Baginskiy, перевищує позначку у 150. Серед великих замовників — Net-a-Porter, Browns, Matches Fashion, Harrods, Moda Operandi, Luisaviaroma.
У грудні 2018 Ruslan Baginskiy представив спільну колекцію з американським брендом RTA, а у 2019 в продажі з'явився головний убір, розроблений брендом ексклюзивно для найбільшого італійського рітейлеру Luisaviaroma.
1 липня 2019 року Руслан Багінський дебютував з кутюрною колекцією головних уборів під час тижня високої моди в Парижі. Український художник Микола Толмачов розробив запрошення в акварельній техніці, а концептуальна художниця Марія Куліковська створила для презентації статую повного росту і шість погрудь з балістичного мила. На презентацію колекції «Стожари», яка пройшла в готелі Crillon, прийшли Нікі Хілтон-Ротшильд, Софія де Бетак та Карла Отто.
Восени бренд представив кампейн з топовими українськими моделями різних років — від Сніжани Онопко, зірка якої запалилася ще на початку 2000-х, до Катерини Зуб, яка успішно підкорює подіуми сьогодні. Героїнями зйомки також стали Елла Кандиба, Наті Чабаненко, Жужу Іванюк та Юлія Ратнер.
Того ж року виходить обкладинка американського журналу InStyle зі співачкою Жанель Моне в капелюсі Ruslan Baginskiy. Матеріали про дизайнера з'явилися на американсому Forbes, Vogue US , Harper's Bazaar US , Vogue UK, W Magazine, V Magazine, Vogue Italy та в багатьох інших світових виданнях; На початку 2020-го окрему статтю дизайнеру присвятили The New York Times.
У лютому 2020-го перша леді України Олена Зеленська вдягла головний убір Ruslan Baginskiy на прийом до Папи Римського Франциска. В серпні k-pop-група Black Pink представила кліп на пісню Ice Cream, записану разом з Селеною Гомес, в якому Ліса і Розе з'являються в аксесуарах українського бренду.
У вересні бренд представив другу кутюрну колекцію TSVIT. В зв'язку з пандемією презентація колекції відбулася онлайн: бренд випустив арт-проект в колаборації з українським фотодуетом Synchrodogs та стилістом Юлією Пеліпас. З нагоди релізу колекції Ruslan Baginskiy розробили Instagram-фільтр, за допомогою якого кутюрний головний убір приміряли топ-моделі Тіна Кунакі, Каміла Коелью, Нікі Гілтон та Кет Ґрем
У серпні 2024-го головний убір Ruslan Baginskiy можна побачити на Ешлі Парк (Мінді Чен) у 3 епізоді та на Лілі Коллінз (Емілі Купер) у 4-му епізоді 4 сезону серіалу Netflix « Емілі в Парижі» .